# Thomas Geist
Thomas Geist (* 20. Juli 1964) ist ein deutscher Fußballtrainer. Hauptsächlich im deutschen Amateurfußball tätig, trainierte er 2010 kurzzeitig in der bosnisch-herzegowinischen Premijer Liga.

## Karriere
Geist spielte in der Jugend des SV Neukirchen, ein Sportunfall bremste jedoch seine aktive Karriere. Später war er selbst Jugendtrainer des Klubs. Im November 1989 trat er im Alter von 25 Jahren beim TuS Preußen Vluyn in der Kreisliga B seine erste Trainerstelle im Männerbereich an. 1990 hospitierte er kurzzeitig bei West Ham United. Bis 1993 hatte er Preußen in die Bezirksliga geführt, ehe er zwei Jahre später den Klub verließ, um höherklassig zu arbeiten. Als Assistenztrainer arbeitete er bis 1997 beim VfB Homberg und war parallel wieder als Jugendtrainer tätig. 2000 übernahm er das Cheftraineramt beim Klub, den er bis 2003 betreute. Anschließend ging er zum SV Straelen, wo er bis 2006 parallel Manager und Trainer war. Später trainierte er den Landesligisten SV Sonsbeck.
Über Slobodan Komljenović sowie die in Deutschland tätigen Berater Mohamed Zukić und Savo Gazija kam Geist Anfang 2010 mit dem FK Laktaši in Verbindung. Die Mannschaft stand seinerzeit abgeschlagen am Tabellenende der bosnisch-herzegowinischen Premijer Liga. Beim Verein erhielt er einen Vertrag bis zum Saisonende und er begann die Ausbildung zur UEFA-A-Lizenz. Unter seiner Leitung erklomm die Mannschaft bis zum Abschluss der Spielzeit einen Nicht-Abstiegsplatz, der Verein erhielt jedoch keine Lizenz für die kommende Spielzeit.
Im Herbst 2010 übernahm Geist das Traineramt beim Landesligisten SV Neukirchen, nachdem der vormalige Trainer überraschend gestorben war. Ab Sommer 2011 trainierte Geist den Niederrheinligisten SV Straelen und parallel dazu dessen U-19-Nachwuchs. 2012 übernahm er den Niederrhein-Oberligisten Hamborn 07, mit dem er jedoch in die Landesliga abstieg. Im November 2013 wurde er neuer Trainer des Bezirksligisten FC Moers-Meerfeld.
Ab der Saison 2014/15 trainierte Thomas Geist wieder seinen ehemaligen Verein SV Sonsbeck, mit dem der aus der Oberliga Niederrhein in die Landesliga abstieg. Im Oktober 2015 gab er sein Traineramt ab. In der Rückrunde 2015/16 übernahm er als Verantwortlicher wieder den A-Kreisligisten FC Moers-Meerfeld, den er zum Aufstieg in die Bezirksliga führte und 2020 wieder verließ. Im Januar 2022 übernahm er in der Landesliga Niederrhein den Trainerposten beim SV Hönnepel-Niedermörmter und schaffte mit der Mannschaft in der Saison 2021/22 noch den Klassenerhalt.